# 오킨스전자
오킨스전자(Okins Electronics Co. Ltd.)는 대한민국의 반도체 검사 장비용 소켓·커넥터 제조 기업이다. 본사는 경기도 의왕시 오전공업길 13, 6층 (오전동, 벽산선영테크노피아)에 위치해 있으며 대표이사는 전진국이다. 외국인 지분율이 11.14%이다.

## 상장
2014년 12월 24일에 미래에셋증권을 주관사로 공모가 7,100원에 상장하였다.

## 같이 보기
- 리노공업
- ISC
- 티에스이
- 센서뷰

## 참고문헌
1. ↑  오킨스전자, 삼성전자와 신규 반도체 부품 공급계약 체결 탑데일리 2025-01-21
2. ↑  김소연, '갤S24' 대박 조짐에 8만전자 재도전…소부장주는 날았다, 머니투데이, 2024년 1월 22일
3. ↑  박성순, 한국IR협의회 기업리서치센터 기업분석보고서 오킨스전자, 2023년 4월 11일